# Piatra-Olt
Piatra-Olt ist eine Kleinstadt im Kreis Olt in der Kleinen Walachei in Rumänien.

## Lage
Piatra-Olt liegt im Westen der Walachischen Tiefebene am rechten Ufer des Flusses Olt. Die Kreishauptstadt Slatina befindet sich etwa 10 km nordöstlich.

## Geschichte
Archäologische Untersuchungen haben ergeben, dass die Region der Stadt seit dem Neolithikum besiedelt ist. Rumänische Historiker sehen im eingemeindeten Dorf Enosești den Standort der römischen Siedlung und Festung Acidava.
Piatra-Olt wurde 1529 als Besitz des Klosters Tismana erstmals urkundlich erwähnt, das heute eingemeindete (und zweigeteilte) Dorf Criva bereits 1519.
Der bis heute ländlich geprägte Ort erlebte einen Aufschwung durch den in den 1870er Jahren erfolgten Bau der Bahnstrecke von Bukarest westwärts bis an die damals bei Orșova verlaufende rumänisch-ungarische Grenze. Durch die wenige Zeit später erfolgte Inbetriebnahme der Strecke von Corabia an der Donau nach Râmnicu Vâlcea im Karpatenvorland wurde Piatra-Olt ein wichtiger Eisenbahnknotenpunkt im Süden Rumäniens.
1989 wurde Piatra-Olt zur Stadt erklärt.
Die wichtigsten Erwerbszweige der Stadt sind die Landwirtschaft, die Textil- und Metallindustrie sowie Tätigkeiten im Zusammenhang mit dem Eisenbahnverkehr.

## Bevölkerung
1930 lebten auf dem Gebiet der heutigen Stadt etwa 4200 Bewohner. Bei der Volkszählung 2002 wurden in der Stadt 6347 Einwohner gezählt, darunter 5749 Rumänen und 597 Roma. Etwa 2200 lebten in Piatra-Olt selbst, die übrigen in den fünf eingemeindeten Ortschaften.

## Verkehr
Am Bahnhof Piatra-Olt halten neben Nahverkehrszügen auch Schnellzüge. Es bestehen gute Bahnverbindungen in viele größere Städte des Landes, unter anderem nach Bukarest, Craiova und Sibiu. Der Ort liegt an der Nationalstraße Drum național 64 von Caracal nach Râmnicu Vâlcea.